# 사비오 베가

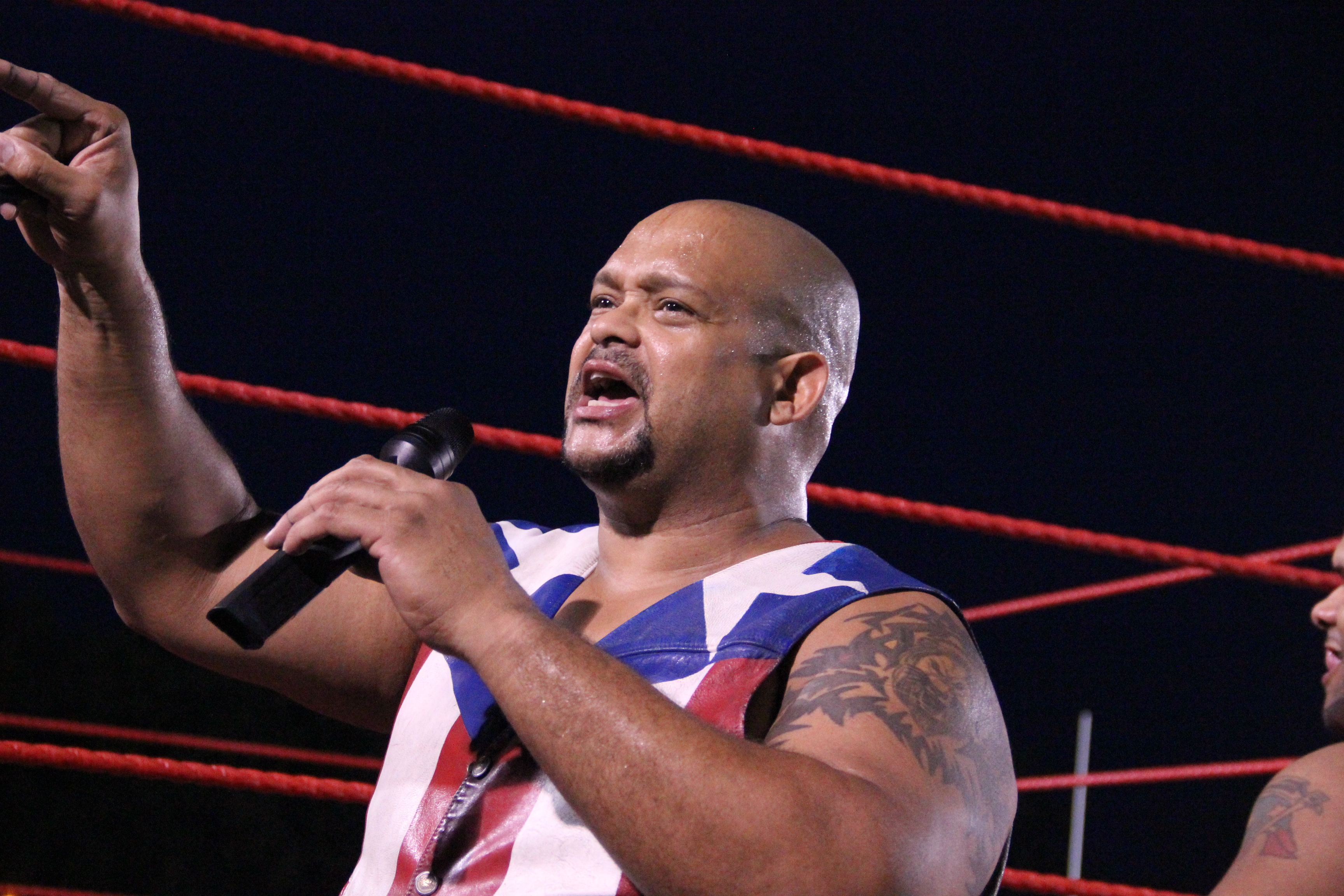

사비오 베가(Savio Vega, 1964년 8월 10일 ~ )는 본명은 후안 리베라(Juan Rivera)다. 푸에르토리코의 남자 프로레슬링선수다. 1986년 프로레슬링 입문으로서 키는 181cm(5 ft 11 in)에다가몸무게는 117kg(260 lb)에다가 보통 체격이다. 예전 WWF 1993년 ~ 1995년까지 링네임이 쾅(Kwang)이라는 악역으로 등장을 했으나 1995년부터는 WWF 링네임은 사비오 베가(Savio Vega)라는 링네임을 활동을 했으나 1998년 WWF에서 떠나게 된다. 피니쉬는 슈퍼 사이드 킥/캐리비안 킥(스피닝 힐 킥), 페인킬러(슈퍼킥), 스피닝 백 킥으로 사용을 한다.

## Professional wrestling highlights
- As Savio Vega
  - Finishing moves
    - Caribbean Kick (Spinning heel kick)
    - Painkiller (Superkick)

  - Signature moves
    - Cobra Dinamita (Cobra clutch)
    - Green mist
    - Jumping high kick
    - Knife edge chop
    - Throat trust
- As Kwang
  - Finishing moves
    - Spinning back kick
    - Spinning heel kick
    - Superkick

  - Signature moves
    - El Fuego Verde (Asian mist)
    - Knife edge chop
    - hroat thrust
- As TNT
  - Finishing moves
    - Superkick - 2000-present
    - Super Side Kick (Spinning heel kick) - 1984-1994; 2012-present

  - Signature moves
    - Asian mist
    - Knife edge chop
    - Throat Trust

- Nicknames
  - "The Caribbean Sensation"
  - "El Boricua Mayor"
  - "King of the Triple Threats"

- Managers
  - Clarence Mason
  - Harvey Wippleman

- Entrance themes
  - "Star of Vega" by Jim Johnston (WWF)

## 수상
- AWF 아메리칸즈 챔피언 (1회)
- BSP 월드 헤비웨이트 챔피언 (1회)
- CWA 월드 헤비웨이트 챔피언 (1회)
- DWE 월드 태그팀 챔피언 (1회) - 미겔 페레스 주니어
- IWA 월드 헤비웨이트 챔피언 (3회)
- IWA 하드코어 챔피언 (1회)
- IWA 월드 태그팀 챔피언 (2회) - 미겔 페레스 주니어
- 브루져 브로디 하드코어 위켄드 메모리얼 컵
- LWA 월드 헤비웨이트 챔피언 (1회)
- NRW 헤비웨이트 챔피언 (1회)
- PWI 랭크드 힘 #49 오브 더 500 베스트 싱글즈 레슬링 인 더 PWI 500 인 1996
- PWI 랭크드 힘 #321 오브 더 500 베스트 싱글즈 레슬링 듀링 더 "PWI 이열즈" 인 2003
- RXW 월드 헤비웨이트 챔피언 (1회)
- WWA 월드 헤비웨이트 챔피언 (1회)
- WWA 월드 푸에르토리코웨이트 챔피언 (1회)
- WWC 월드 유니버설 헤비웨이트 챔피언 (3회)
- WWC 월드 캐리비안 헤비웨이트 챔피언 (3회)
- WWC 월드 노스 아메리칸 헤비웨이트 챔피언 (1회)
- WWC 월드 푸에르토리코 헤비웨이트 챔피언 (3회)
- WWC 월드 태그팀웨이트 챔피언 (1회) - 미스터 포고
- WWC 월드 텔레비전웨이트 챔피언 (5회)
- WAR 월드 헤비웨이트 챔피언 (1회)
- WAR 월드 태그팀웨이트 챔피언 (1회) - 콘도르 오르티스
- 워스트 퓨드 오브 더 이열 (1997) - 디사이플스 오브 아포칼립스